# Mexikói peso
A mexikói peso (ejtsd: pezó; spanyolul: peso mexicano [peszo]) Mexikó
hivatalos pénzneme. Két mexikói peso különböztethető meg, az 1993-as valutareform előtti régi, és utáni új peso.

## Története

### Az 1993-as valutareform
1993. január 1. napjával Mexikó új valutát, az "új peso"-t  (nuevo peso -  MXN, vagy N$) vezetett be a teljesen elértéktelenedett mexikói peso (MXP) helyett, 1 új peso 1000 régi peso-t ért. Új érmék kerültek forgalomba, a bankjegyek azonban a megelőző A-sorozat bankjegyei minimális változtatásával készültek.

## Érmék

### 1996-os sorozat
| Névérték   | Műszaki paraméterek | Műszaki paraméterek | Műszaki paraméterek         | Műszaki paraméterek                                      | Leírás        | Leírás | Leírás                                                               | Dátumok          | Dátumok     |
| Névérték   | Átmérő              | tömeg               | Gyűrű anyaga                | Mag anyaga                                               | Perem         | Előlap | Hátlap                                                               | kibocsátás       | visszavonás |
| ---------- | ------------------- | ------------------- | --------------------------- | -------------------------------------------------------- | ------------- | ------ | -------------------------------------------------------------------- | ---------------- | ----------- |
| 5 centavo  | 15,5 mm             | 1,58 g              | nincs                       | acél                                                     | kerek         | címer  | Egy ötszögben az Azték Napkő (vagy „azték naptár”) ötpontos gyűrűje  | 1996. január 1.  | forgalomban |
| 10 Centavo | 17 mm               | ?                   | nincs                       | acél                                                     | kerek         | címer  | Egy hatszögben a Napkő Feláldozásának gyűrűje                        | 1996 január      | 2010        |
| 20 Centavo | 19,5 mm             | ?                   | nincs                       | sárgaréz                                                 | tizenkétszögű | címer  | Az Acatl-gyűrű, a Napkő 13. napja                                    | 1996 január      | 2010        |
| 50 Centavo | 22 mm               | ?                   | nincs                       | sárgaréz                                                 | tízszögletű   | címer  | A Napkő elfogadásának gyűrűje                                        | 1996 január      | 2010        |
| 1 peso     | 21 mm               | 3,95 g              | acél                        | 92% (90%) réz 6% (6%) alumínium 2% (két százalék) nikkel | kerek         | címer  | A Napkő ragyogásának gyűrűje                                         | 1996 január      | forgalomban |
| 2 peso     | 23 mm               | 5,19 g              | acél                        | 92% (90%) réz 6% (6%) alumínium 2% (két százalék) nikkel | kerek         | címer  | A Napkő napjainak gyűrűje                                            | 1996 január      | forgalomban |
| 5 peso     | 25,5 mm             | 7,07 g              | acél                        | 92% (90%) réz 6% (6%) alumínium 2% (két százalék) nikkel | kerek         | címer  | A Napkő kígyóinak gyűrűje                                            | 1996 január      | forgalomban |
| 10 peso    | 28 mm               | 10,329 g            | 65% réz 10% nikkel 25% cink | 92% (90%) réz 6% (6%) alumínium 2% (két százalék) nikkel | kerek         | címer  | Nap kövének köre, amely Tonatiuh-t ábrázolja a tűz maszkával, évszám | 1997. október 9. | forgalomban |

### 2009-es sorozat
2009. augusztus 6-án új érmesorozatot bocsátottak ki.
| Névérték   | Műszaki paraméterek | Műszaki paraméterek | Műszaki paraméterek | Műszaki paraméterek | Leírás | Leírás        | Leírás                                          | Dátumok            | Dátumok     |
| Névérték   | Átmérő              | tömeg               | vastagság           | összetétel          | Perem  | Előlap        | Hátlap                                          | kibocsátás         | visszavonás |
| ---------- | ------------------- | ------------------- | ------------------- | ------------------- | ------ | ------------- | ----------------------------------------------- | ------------------ | ----------- |
| 10 centavo | 14 mm               | 1,755 g             | 1,65 mm             | rozsdamentes acél   | kerek  | Mexikó címere | névérték, évszám, Napkő feláldozásának gyűrűje  | 2009. augusztus 6. | forgalomban |
| 20 centavo | 15,3 mm             | 2,258 g             | 1,75 mm             | rozsdamentes acél   | kerek  | Mexikó címere | Az Acatl-gyűrű, a Napkő 13. napja               | 2009. augusztus 6. | forgalomban |
| 50 centavo | 17 mm               | 3,103 g             | 1,95 mm             | rozsdamentes acél   | kerek  | Mexikó címere | névérték, évszám, A Napkő elfogadásának gyűrűje | 2009. augusztus 6. | forgalomban |

## Emlékérmék
| Névérték | Műszaki paraméterek | Műszaki paraméterek | Leírás                                                               | Leírás        | Leírás | Dátumok    | Dátumok     | Megjegyzés                                                                                           |
| Névérték | Átmérő              | tömeg               | összetétel                                                           | Előlap        | Hátlap | kibocsátás | visszavonás | Megjegyzés                                                                                           |
| -------- | ------------------- | ------------------- | -------------------------------------------------------------------- | ------------- | --- | ---------- | ----------- | --- |
| 20 peso  | 32 mm               | 15,945 g            | mag: 75% réz és 25% nikkel gyűrű: 92% réz; 6% alumínium és 2% nikkel | Mexikó címere | bal oldalon az "1966" és a jobb oldalon a "2016", "PLAN MARINA" | 2016       | forgalomban | a tengeri terv 50. évfordulójára készült emlékérme                                                   |
| 20 peso  | 32 mm               | 15,945 g            | mag: 75% réz és 25% nikkel gyűrű: 92% réz; 6% alumínium és 2% nikkel | Mexikó címere | "VEINTE PESOS", bal oldalon az "1966" és a jobb oldalon a "2016", "PLAN DN-III-E" | 2016       | forgalomban | A DN-III-E terv megvalósításának ötvenedik évfordulója                                               |
| 20 peso  | 32 mm               | 15,945 g            | mag: 75% réz és 25% nikkel gyűrű: 92% réz; 6% alumínium és 2% nikkel | Mexikó címere | "1917-2017, CENTENARIO DE LA CONSTITUCIÓN POLÍTICA DE LOS ESTADOS UNIDOS MEXICANOS", Pastor Rouaix, Diputado Constituyente, Venustiano Carranza, Primer Jefe del Ejército Constitucionalista, Francisco J. Múgica y Heriberto Jara | 2017       | forgalomban | A Mexikói Egyesült Államok politikai alkotmányának 1917. február 5-i kihirdetésének 100. évfordulója |
| 50 peso  | 38,5 mm             | ?                   | ezüst                                                                | Mexikó címere | Hős Gyermekek | 1996       | forgalomban | - |

## Bankjegyek

### B-széria (1993)
A B-sorozat a megelőző, valutareform előtti A-sorozat nagyobb címletű bankjegyeinek minimális változtatásával készült, azaz a régi 10.000, 20.000, 50.000 és 100.000 peso névértékű bankjegyek átvésett nyomólemezeivel, három nulla elhagyásával és nuevo peso felirattal új, 10, 20, 50 és 100 peso-s címletekként kerültek forgalomba. Méretük egységesen 155 x 66 mm.
| Érték    | Portré                | Szín              | Mérete      |  |
| -------- | --------------------- | ----------------- | ----------- |  |
| 10 peso  | Lázaro Cárdenas       | szürke            | 155 × 66 mm |  |
| 20 peso  | Andrés Quintana Roo   | kék               | 155 × 66 mm |  |
| 50 peso  | Cuauhtémoc            | viola             | 155 × 66 mm |  |
| 100 peso | Plutarco Elias Calles | kékesszürke, lila | 155 × 66 mm |  |

### C-széria (1994)
Az 1994 októberében bevezetett C-széria bankjegyeinél teljesen új dizájnt alkalmaztak, ezek közül a 10, 20 és 50 peso-s 129 x 66 mm, még a 100, 200 és 500 pesos-s címletek 155 x 66 mm méretűek.
| Érték    | Portré                | Szín    | Mérete      | visszavonás |
| -------- | --------------------- | ------- | ----------- | ----------- |
| 10 peso  | Emiliano Zapata       | türkiz  | 129 × 66 mm | 2018        |
| 20 peso  | Benito Juárez         | ibolya  | 129 × 66 mm | 2018        |
| 50 peso  | José María Morelos    | piros   | 129 × 66 mm | 2018        |
| 100 peso | Nezahualcóyotl        | narancs | 155 × 66 mm | 2018        |
| 200 peso | Juana Inés de la Cruz | zöld    | 155 × 66 mm | 2018        |
| 500 peso | Ignacio Zaragoza      | barna   | 155 × 66 mm | 2018        |

### D-széria (1996)
Az 1996-tól bevezetett, 10, 20, 50, 100, 200 és 500 peso-s címletekből álló D-széria a C-széria módosított változata, elhagyták a "nuevos" (új)  szót a peso elől, a kibocsátó neve pedig "El Banco de México"-ról  "Banco de México"-ra változott, valamint az addigi "pagará a la vista al portador" ("fizet látra a beváltónak") klauzula sem szerepelt rajtuk. A széria 10 peso címletű bankjegyének bevonását már 1997-től megkezdték. Annak ellenére, hogy csak 1996-tól kerültek forgalomba, a legkorábbi bankjegyeken 1994-es évszám szerepelt.
| Érték    | Portré                | Szín    | Mérete      | visszavonás |
| -------- | --------------------- | ------- | ----------- | ----------- |
| 10 peso  | Emiliano Zapata       | türkiz  | 129 × 66 mm | 2018        |
| 20 peso  | Benito Juárez         | ibolya  | 129 × 66 mm | 2018        |
| 50 peso  | José María Morelos    | piros   | 129 × 66 mm | 2018        |
| 100 peso | Nezahualcóyotl        | narancs | 155 × 66 mm | 2018        |
| 200 peso | Juana Inés de la Cruz | zöld    | 155 × 66 mm | 2018        |
| 500 peso | Ignacio Zaragoza      | barna   | 155 × 66 mm | 2018        |

### D-emlékszéria (2000)
2000-ben a jegybank alapításának 75. évfordulója alkalmából egy teljesen a D-széria dizájnján alapuló "75 aniversario 1925-2000" ("75. évforduló 1925-2000") felirattal ellátott, 20, 50, 100 200 és 500 peso-s címletekből álló emlékszéria került kibocsátásra.
| Érték    | Portré                | Szín    | Mérete      | visszavonás |
| -------- | --------------------- | ------- | ----------- | ----------- |
| 20 peso  | Benito Juárez         | ibolya  | 129 × 66 mm | 2018        |
| 50 peso  | José María Morelos    | piros   | 129 × 66 mm | 2018        |
| 100 peso | Nezahualcóyotl        | narancs | 155 × 66 mm | 2018        |
| 200 peso | Juana Inés de la Cruz | zöld    | 155 × 66 mm | 2018        |
| 500 peso | Ignacio Zaragoza      | barna   | 155 × 66 mm | 2018        |

### D1-széria (2001-2004)
A D1-szériát a D-széria plusz biztonsági elemeket tartalmazó változataként, 2001 és 2004 között hozták forgalomba. Az 50, 100, 200 és 500 peso-s címletek 2001-től kerültek forgalomba, irizáló fóliával ellátva, valamint a 100 peso-nál nagyobb címletek színváltó festékes értékjelzést kaptak a bal felső sarkukban. A széria 2002-ben debütált 20 peso-sa műanyagból készült. 2004-től a sorozat kiegészült az új, 1000 peso-s címlettel.
| Érték     | Portré                    | Szín    | Mérete      | visszavonás |
| --------- | ------------------------- | ------- | ----------- | ----------- |
| 20 peso   | Benito Juárez             | ibolya  | 129 × 66 mm | 2018        |
| 50 peso   | José María Morelos        | piros   | 129 × 66 mm | 2018        |
| 100 peso  | Nezahualcóyotl            | narancs | 155 × 66 mm | 2018        |
| 200 peso  | Juana Inés de la Cruz     | zöld    | 155 × 66 mm | 2018        |
| 500 peso  | Ignacio Zaragoza          | barna   | 155 × 66 mm | 2018        |
| 1000 peso | Miguel Hidalgo y Costilla | kék     | 155 × 66 mm | 2018        |

### F-széria (2006)
| Névérték   | Méret       | Szín      | Leírás                    | Leírás              | Dátumok              | Dátumok     | Dátumok |
| Névérték   | Méret       | Szín      | Előoldal                  | Hátoldal            | kibocsátás           | visszavonás |         |
| ---------- | ----------- | --------- | ------------------------- | ------------------- | -------------------- | ----------- | ------- |
| 20 peso    | 120 × 66 mm | kék       | Benito Juárez             | Monte Albán         | 2007. augusztus 20.  | forgalomban |         |
| 50 peso    | 127 × 66 mm | ibolya    | José María Morelos        | Moreliai vízvezeték | 2006. november 21.   | forgalomban |         |
| 100 peso   | 134 × 66 mm | vörös     | Nezahualcóyotl            | Tenocstitlan        | 2010. augusztus 9.   | forgalomban |         |
| 200 peso   | 141 × 66 mm | zöld      | Juana Inés de la Cruz     | zárda Panoayában    | 2008. szeptember 11. | forgalomban |         |
| 500 peso   | 148 × 66 mm | barna     | Diego Rivera              | Frida Kahlo         | 2010. augusztus 30.  | forgalomban |         |
| 1 000 peso | 155 × 66 mm | rózsaszín | Miguel Hidalgo y Costilla | Guanajuato Egyetem  | 2008. április 7.     | forgalomban |         |

### G-széria (2018)
2018. augusztus 28-án az új 500 pesós bankjegyegyel egy új széria, a G-sorozat kibocsátása vette kezdetét.
| névérték  | méret       | szín    | leírás                                                                         | leírás                                                                                 | dátumok         | dátumok             | dátumok               |
| névérték  | méret       | szín    | előlap                                                                         | hátlap                                                                                 | nyomtatás       | kibocsátás          | visszavonás           |
| --------- | ----------- | ------- | ------------------------------------------------------------------------------ | -------------------------------------------------------------------------------------- | --------------- | ------------------- | --------------------- |
| 50 peso   | 125 × 65 mm | magenta | Prehispán Mexikó; Tenocstitlan                                                 | tengeri ökoszisztéma, mexikói axolotl és Xochimilco                                    | 2021            | 2021. október 28.   | forgalomban           |
| 100 peso  | 132 × 65 mm | vörös   | Új-Spanyolország; Juana Inés de la Cruz                                        | szelíd erdei ökoszisztéma, pompás királylepke, Mariposa Monarca Bioszféra-rezervátum   | 2020            | 2020. november 12.  | forgalomban           |
| 200 peso  | 139 × 65 mm | zöld    | mexikói függetlenségi háború; Miguel Hidalgo y Costilla és José María Morelos  | sivatagi ökoszisztéma: szirti sas és El Pinacate és Altar-sivatag Bioszféra-rezervátum | 2018            | 2019. szeptember 2  | forgalomban           |
| 500 peso  | 146 × 65 mm | kék     | La Reforma és a köztársaság restitúciója; Benito Juárez                        | tengerparti, tengeri és szigeti ökoszisztémák, El Vizcaíno Bioszféra-rezervátum        | 2017. május 19. | 2018. augusztus 27. | forgalomban           |
| 1000 peso | 153 × 65 mm | szürke  | Mexikói forradalom; Francisco Ignacio Madero, Hermila Galindo és Carmen Serdán | Trópusi, nedves erdei ökoszisztémák, jaguár és a Calakmul Bioszféra-rezervátum         | 2019            | 2020. november 19   | forgalomban           |
| 2000 peso | 159 × 65 mm | sárga   | a mai Mexikó; Octavio Paz és Rosario Castellanos                               | száraz ökoszisztéma, mexikói hosszúorrú denevér és agávé                               |                 | ?                   | még nincs forgalomban |

## Emlékbankjegyek
2009. szeptember 23-án kibocsátottak két emlékbankjegyet: egy polimer 100 és egy papír 200 pesós bankjegyet. A 100 pesós a mexikói forradalom 100., a 200 pesóst a függetlenség 200. évfordulójának állított emléket. 2017-ben a mexikói alkotmány elfogadásának 100. évfordulója alkalmából egy papír emlék 100 pesós került kibocsátásra.
| Kép | névérték | Méret       | Szín        | Előlap                                               | Hátlap                                                |
| --- | -------- | ----------- | ----------- | ---------------------------------------------------- | ----------------------------------------------------- |
|     | 100 peso | 134 × 66 mm | barna       | Nr. 279 vonat                                        | A Del Porfirismo a la Revolución c. festmény részlete |
|     | 200 peso | 141 × 66 mm | világoszöld | Dom Miguel Hidalgo a Guadalupei Szűzanya zászlójával | A függetlenség angyala (Ángel de la Independencia)    |
|     | 100 peso | 134 × 66 mm | piros       | Venustiano Carranza és Luís Manuel Rojas             | Salón de Sesiones del Congreso Constituyente          |